# Mărțișor

Dibuix d'un mărțișor

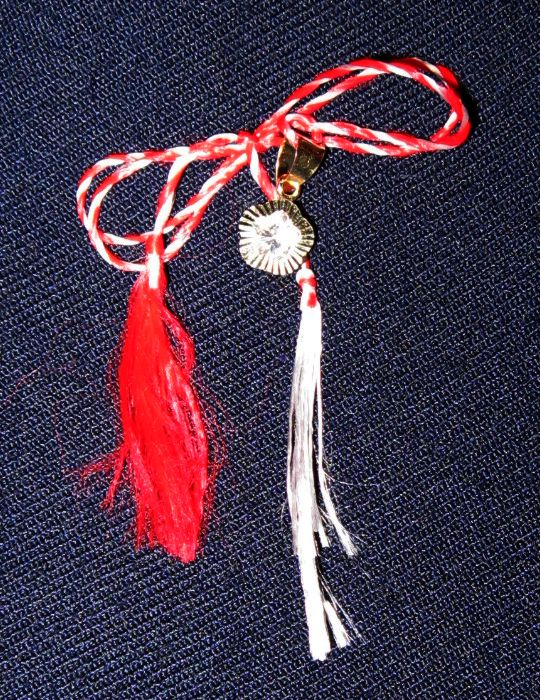
Un mărțișor d'or

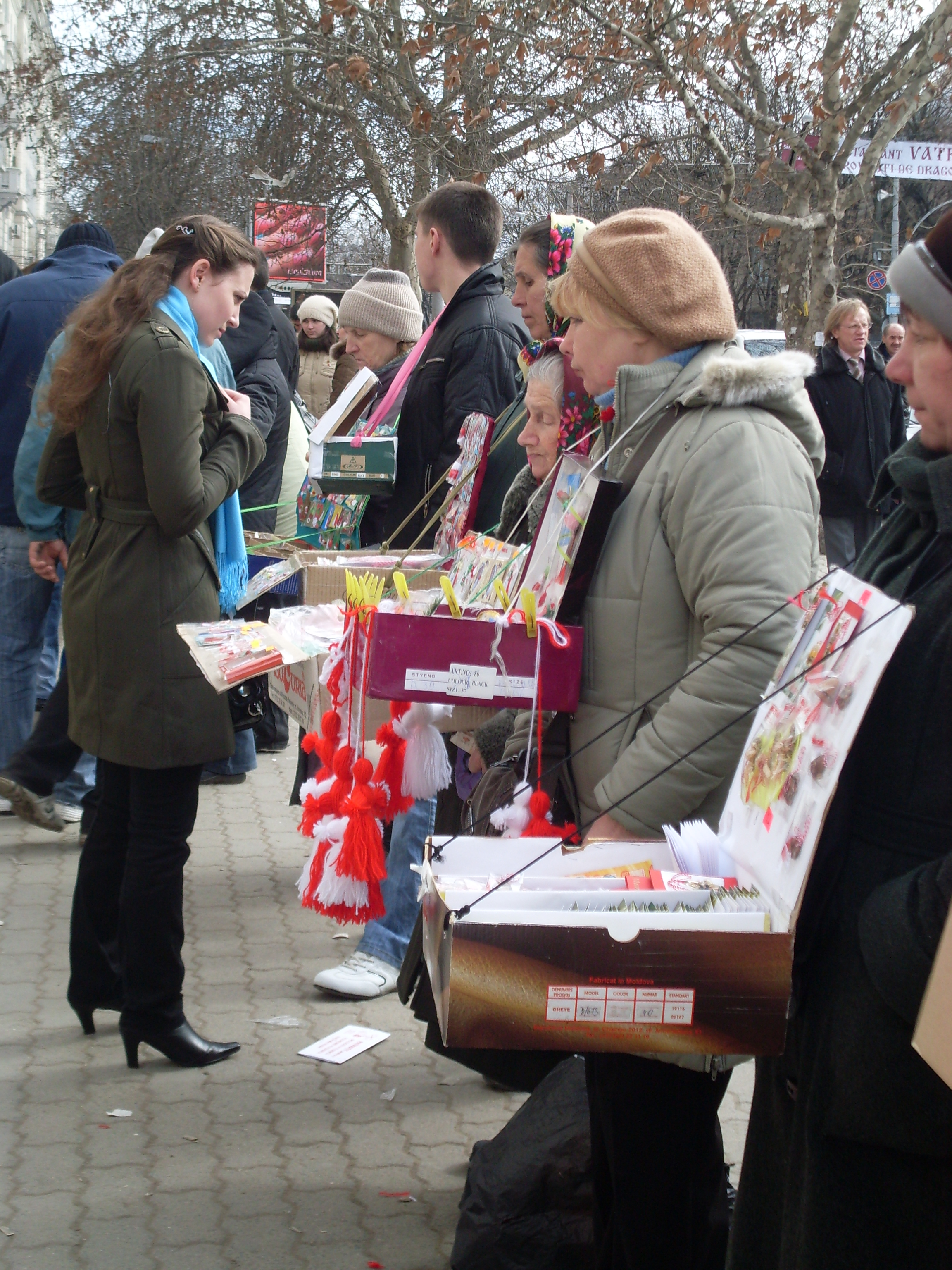
Venedors de mărțișori a Chișinău (1 de març del 2009).

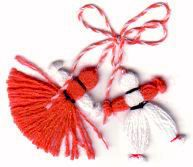
Mărțișor búlgar, conegut com Martenița

El mărțișor és un petit objecte ornamental lligat a un cordill trenat blanc i roig. Forma part d'una tradició present a Romania i alguns països veïns, per la qual durant el mes de març hom regala mărțișori a les dones i xiquetes. Així, com a senyal de benvinguda a la primavera, durant uns dies en porten un a sobre.

## Mites sobre els orígens delmărțișor

### El jove que va alliberar el Sol
Un dels mites sobre els orígens de la tradició narra que el Sol va baixar a la Terra camuflat sota la imatge d'una bella donzella, que va ser segrestada i empresonada a un palau per un zmeu. Fou aleshores que els ocells van deturar el seu cant; els infants van perdre l'alegria i les ganes de jugar; i tot el món es va sumir en la desesperació.
En veure què ocorria, un intrèpid jove va decidir dirigir-se cap al palau de l'zmeu amb la voluntat d'alliberar la donzella. Així, i després d'un any de cerca infructuosa, el xic va trobar el palau on estava reclosa i va desafiar l'zmeu a una lluita d'igual a igual. En, finalment, aconseguir vèncer-lo, va alliberar la presonera, i és aleshores que el Sol va elevar-se i tornà al cel, il·luminant de nou tota la Terra; i va arribar la primavera, i va retornar la joia al món.
I mentre el jove valent agonitzava greument ferit després de la batalla, la seua sang anava regalimant per terra; fins que entrà en contacte amb la neu i allà on la sang i la neu es van fondre va nàixer unes campanetes, que anunciaren la primavera.
Es diu que des de llavors la gent honora la memòria del jove coratjós lligant en un mateix fil dos flors: una blanca i una roja. La roja simbolitza l'amor per la bellesa, i recorda el sacrifici de l'heroi; la blanca correspon a les campanetes, la primera flor de primavera.

### La lluita de la Primavera amb l'Hivern
Un altre mite, provinent de la República de Moldàvia, referix com el primer dia d'un mes de març la bella Primavera arribà a la vora d'un bosc. Allà observà com, en una clariana, vora un arbust carregat d'espines i sota la neu, unes campanetes naixien. La Primavera va decidir ajudar-les a créixer, i per a fer-ho va intentar apartar la neu i les espines.
Però l'Hivern, en veure-ho, es va enfurismar; va convocar el vent i el gebre, i els va manar destruir les campanetes. Les flors van quedar, aleshores, totalment congelades. La Primavera, en intentar protegir-les cobrint-les amb les mans, va ferir-se amb una de les espines. I del dit li va regalimar una gota de sang que, en caure sobre el lliri, va tornar-li la vida. Fou així, per tant, que la Primavera va vèncer l'Hivern, i és per això que els colors del mărțișor representen el roig de la sang i el blanc de la neu.

## Història
L'origen exacte de la celebració del mărțișor és desconegut, però la seua presència tant a Romania com a Bulgària (sota el nom de Martenița) indicarien uns substrats comuns daco-tracis, anteriors a la romanització en el cas dels primers i a l'eslavització en el dels segons. Val a dir, però, que la historiografia popular hi troba un altre origen, relacionat amb els primers assentaments búlgars al Danubi l'any 681.
Així mateix, es podria considerar també que la celebració del mărțișor apareix en temps de l'Imperi Romà, en celebrar-se l'Any Nou en el primer dia de la primavera, durant el mes dedicat a Mart, déu de la guerra, la fertilitat i la vegetació. Esta dualitat de simbolismes del déu explicaria els colors que representen el mărțișor: el blanc simbolitzaria la pau, el roig la guerra. Fins a principis del segle xviii l'Any Nou fou celebrat l'1 de març.
Durant les recerques arqueològiques efectuades a Schela Cladovei (Romania) van treure a la llum uns amulets molt semblants als mărțișori dels que es calculen uns 8000 anys d'antiguitat. Els amulets estaven formats per petites pedres pintades de blanc i roig i es portaven al coll.

## Actualitat
Actualment el mărțișor sol portar-se a sobre durant tot el mes de març. A principis d'abril, a més, a la gran majoria dels pobles de Romania i la República de Moldàvia es pengen mărțișori dels arbres. Hom creu que si es demana un desig en el moment de penjar un mărțișor a un arbre este es complirà immediatament.
A la República de Moldàvia cada any se celebra el festival de música “Mărțișor”, que sol començar pels voltants del primer de març i es clou sobre el 10 del mateix mes.
La tradició del mărțișor es duu a terme encara avui als Balcans, en territoris aromanesos i meglenoromanesos, així com a Bulgària, on s'anomena martenița; i també a Macedònia del Nord i Albània.